# Поварчук Михайло Абрамович
Миха́йло Абра́мович Поварчу́к (7 квітня 1923 — 6 грудня 1982) — радянський футболіст, нападник київського «Динамо» та одеського «Чорноморця».

## Життєпис
Михайло Поварчук народився 7 квітня 1923 року. У 1945-1946 роках захищав кольори київського «Динамо». У 1947 році перейшов до лав одеського «Чорноморця», у якому грав протягом чотирьох сезонів.
Після завершення кар'єри гравця тренував футбольну команду Одеського заводу радіально-свердлильних верстатів.
Помер 6 грудня 1982 року.